# Brian Beaman
Brian Beaman (né le 16 mai 1984, à Mobridge, dans le Dakota du Sud) est un tireur sportif au pistolet de nationalité américaine.

## Sa vie
Âgé de 24 ans, il vit à Selby, dans le Dakota du Sud. 
Brian a passé deux ans à l'Université d'État du Dakota du Sud en agriculture, avant d'être transféré à l'Université d'État de Jacksonville. À JSU (Jacksonville State University), il fut étudiant en 'Emergency Management' et tira dans l'équipe carabine NCAA.
Aujourd'hui, Brian fait encore un peu d'agriculture, surtout du blé. Brian a rejoint pour la première fois l'équipe nationale en pistolet libre alors qu'il tirait depuis seulement 3 mois. Pendant son temps libre, Brian aime à pratiquer le tir à l'arc, aller à la chasse et faire de la motoneige.
Il fait partie de l'équipe nationale américaine de tir au pistolet.

## Les grandes compétitions
- 2008 en sport : Jeux olympiques de Pékin, il finit quatrième au 10m pistolet air comprimé, grâce à un joli 581 / 600 qui lui permet d'accéder à la finale à la sixième place, puis un score total de 682 / 700, qui le classe ainsi quatrième.